# Ашлаг, Барух
Рав Барух Ашлаг, также РАБАШ (22 января 1907, Варшава — 13 сентября 1991, Бней-Брак, Тель-Авивский округ) — каббалист, ученик и преемник учения своего отца, каббалиста Бааль-Сулама. Посвятил свою жизнь разъяснению и распространению методики изучения каббалы по Бааль-Суламу в виде, доступном для понимания и изучения современным поколением.
Автор книг, статей и писем, поясняющих внутренний смысл книг по каббале и объясняющих методику изучения каббалы. Его книги, наряду с книгами Бааль-Сулама, используются группами, изучающими сегодня каббалу по всему миру, как уникальные учебные пособия.

## Биография

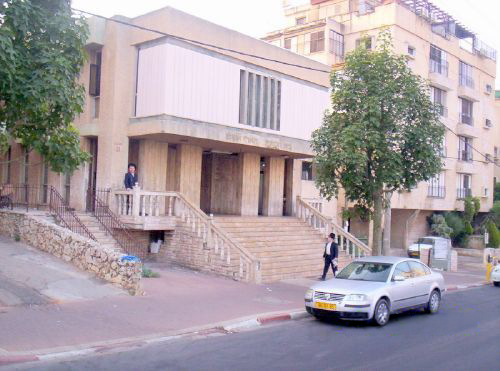
Синагога Баруха Ашлага в Бней-Браке

Барух Шалом Галеви Ашлаг родился в Польше 22 января 1907 г. (7 день месяца шват, 5667 г., по еврейскому календарю), был старшим сыном в семье учёного-каббалиста, рава Йуды Лейба Ашлага — известного под именем Бааль-Сулам (Хозяин «Лестницы» — по названию его комментария на книгу Зоар). Он стал учеником, преемником и продолжателем методики изучения каббалы по Бааль-Суламу. С девяти лет он начал изучать каббалу у своего отца.
- 1921 — переехал с родителями в Эрец-Исраэль, продолжил изучение Торы и каббалы в «Торат Эмет», Хабад, учил по 16 часов в сутки.
- 1925. — женился, от брака имел 6 детей.
- В 1927 — начал исполнять обязанности рава по разрешению БАДАЦ[неизвестный термин]. До смерти своего отца и учителя-Бааль-Сулама, продолжал изучать каббалу и одновременно работать — строительным рабочим, затем арматурщиком, укладчиком дороги «Иерусалим—Хеврон», сапожником, служащим в инспекции подоходных налогов.
- 1942 — Барух Ашлаг по указанию Бааль-Сулама начал ежедненвно преподавать каббалу ученикам, не прекращая своих занятий каббалой и работы.
- 1948 — переехал с отцом в Яффо.
- 1954 — после смерти отца уехал на 3 года в Англию.
- 1957 — вернулся в Израиль, жил в Бней-Браке на улице Минц. В своей квартире проводил ежедневные занятия с учениками с 3 ч. 30 м ночи и до 6 ч. утра и с 17 ч. до 20 ч. Позже ученики построили Барух Ашлагу на улице Хазон Иш дом для учёбы и проживания.
- 1983 — к Барух Ашлагу присоединилось около сорока новых учеников, среди которых были известные на то время люди в Израиле: художник по стеклу Джереми Лангфорт (ивр. ג'רמי לנגפורד‎), певец Дани Голан (ивр. דני גולן‎), саксофонист Роман Кунсман.
- 1984 — для помощи новым ученикам начал писать еженедельные статьи с подробным изложением духовной работы.
- 1991 — «в пятый день месяца Тишрей 5752 г.» — Барух Ашлаг умер. Похоронен рядом с отцом на кладбище Гар а-Менухот в Иерусалиме.

## Ученики
- Авраам Мордехай Готлиб — руководитель Бейд Мидраша «Биркат Шалом» в Тельзстоне.[1]
- Яаков Гранирер — адмор в Бейт Мидраше на ул. Хазон Иш в Бней-Браке, зять Барух Ашлага.
- Авраам Брандвайн — адмор хасидского двора Стратин в Старом Городе Иерусалима, сын рава Йегуды Цви Брандвайна, ученика Бааль-Сулама.
- Мордехай Шейндбергер — руководитель общины «Ор Гануз» в Мероне.
- Аарон Бризель (ивр. אהרון בריזל‎) — адмор хасидского двора Джирка в Меа Шеарим в Иерусалиме.
- Йоси Гимпель — один из ближайших учеников Барух Ашлага.[2][3]
- Дани Голан (ивр. דני גולן‎) — известный израильский певец 70-х годов.[4]
- Джереми Лангфорт (ивр. ג'רמי לנגפורד‎) — известный израильский скульптор, мастер по стеклу, автор проекта «Преемственность поколений» (ивр. מרכז שרשרת הדורות‎) в Старом Городе Иерусалима.
- Саги Карп — владелец рекламного агентства, бывший рок-музыкант.[5]
- Роман Кунсман — выдающийся советский, а затем израильский джазовый саксофонист и флейтист, в 60-х годах солист оркестра Олега Лундстрема.
- Мордехай Спивак
- Давид Цанани
- Шмуэль Коэн
- Элимелех Шапира — глава иешивы «Эрэц Ха-Цви» в Пдуэле. Погиб в теракте в 2002-м году около Пдуэля от рук палестинских террористов по дороге в Бейт Мидраш на ночной урок.
- Меир Кац — глава ешивы «Эрэц Ха-Цви» в Пдуэле.
- Адам Синай — руководитель Бейт Мидраша «Ха-Сулам» в Рамат-Гане
- Михаэль Лайтман — основатель и руководитель Международной академии каббалы и Института исследования каббалы им. Й. Ашлага.
- Моше Менахем Арон Ашлаг — сын
- Шмуэль Ашлаг — сын
- Яков Ашлаг — сын
- Яков Шулкес
- Нахум Клар
- Гилель Авраам Гельбштейн
- Авихай Мандельблит — генерал-майор, 13-й Главный военный прокурор Израиля[6], юридический советник правительства Израиля с февраля 2016 года.

## Изданные книги
- Услышанное «Шамати»
- Статьи «Шлавей Сулам» (Уровни лестницы) — 5 томов
- Пояснения к Учению о десяти сфирот — 4 тома
- Письма
- «Ступени лестницы», «Даргот аСулам» — (записи) — 2книги

## Оставленное наследие
1. Более 6000 аудиокассет с записями уроков по «Учению о десяти сфирот».
2. Сотни статей поясняющих сказанное в Торе, Зоар, Талмуде.
3. Записи индивидуально полученного от Бааль-Сулама.
4. Заметки на полях составляющие несколько книг.
5. Дневники.
6. Ответы на вопросы.
7. Чертежи.
8. Песни и напевы.
9. Схемы и записи к книге «Бейт Шаар а-Каванот».

## Фотоальбом
- фото
- Фотографии.
- Фотоальбом /Google.
- VIDEO (недоступная ссылка)